# Nassim Saidi
Nassim Saidi, né le 9 décembre 1994 à Alger, est un coureur cycliste algérien.

## Palmarès sur route

### Par année
- 2015
  -  Médaillé d'argent du contre-la-montre par équipes des Jeux africains
  - 2e du championnat d'Algérie du contre-la-montre espoirs
  - 3e du championnat d'Algérie du contre-la-montre
  - 3e du Critérium international de Blida
  - 3e du Grand Prix des vins de Panzoult
- 2016
  - Critérium international de Blida
  - 8e étape du Tour du Faso
  -  Médaillé d'argent du championnat d'Afrique du contre-la-montre par équipes
  - 2e du championnat d'Algérie sur route
  -  Médaillé de bronze du championnat d'Afrique sur route espoirs
- 2017
  - Grand Prix du Chahid Didouche Mourad :
    - Classement général
    - 2e étape
- 2018
  - 2e étape du Tour de Tipaza
  - 3e étape du Tour des aéroports
- 2019
  - Grand Prix du Chahid Didouche Mourad :
    - Classement général
    - 3e étape

  - 1re étape du Tour d'Égypte
  -  Médaillé de bronze de la course en ligne aux Jeux africains
- 2021
  -  Médaillé d'argent du championnat d'Afrique sur route
  -  Médaillé d'argent du championnat arabe sur route
  - 2e du championnat d'Algérie du contre-la-montre
  -  Médaillé de bronze du championnat d'Afrique du contre-la-montre par équipes
- 2022
  -  Champion arabe sur route
  - Tour de Sidi Bel Abbès
  - 3e du Grand Prix Tomarza
  - 4e du championnat d'Afrique sur route
- 2023
  -  Champion d'Afrique du contre-la-montre par équipes
  - 5e étape du Tour d'Algérie
  - 2e étape du Grand Prix d'El Malah
  - 3e étape du Tour de Ghardaïa
  -  Médaillé de bronze au championnat arabe sur route
  -  Médaillé de bronze au championnat arabe du contre-la-montre par équipes
  - 4e du championnat d'Afrique sur route
- 2024
  - Grand Prix de la Ville d'Oran
  - Tour d'Algérie

### Classements mondiaux
| Année                                 | 2015 | 2016 | 2017  | 2018  | 2019 | 2020  | 2021 | 2022 | 2023 | 2024 |
| ------------------------------------- | ---- | ---- | ----- | ----- | ---- | ----- | ---- | ---- | ---- | ---- |
| Classement mondial                    |      | 430e | 1765e | 2871e | 449e | 1843e | 287e | 563e | 436e | 713e |
| UCI Asia Tour                         | nc   | 601e | nc    | nc    |      |       |      |      |      |      |
| UCI Africa Tour                       | 83e  | 13e  | 130e  | 234e  | 19e  | 72e   | 6e   | 19e  | 13e  | 38e  |
|                                       |      |      |       |       |      |       |      |      |      |      |
| Légende : nc = non classéSource : UCI |      |      |       |       |      |       |      |      |      |      |

## Palmarès sur piste

### Championnats d'Afrique
- Le Caire 2021
  -  Médaillé de bronze de la vitesse par équipes (avec Oussama Cheblaoui et Yacine Hamza)